# Kasteel Perrier
Kasteel Perrier (Frans: Château Perrier) is een kasteel dat door de Spaanse architect Eugène Cordier werd gebouwd voor Charles Nicolas Perrier. Het ligt aan de Avenue de Champagne 13 in Épernay, departement Marne (regio Grand Est) in Frankrijk. Het herbergt nu het Museum voor Champagnewijn en Regionale Archeologie. Sinds 2015 is het een onderdeel van het UNESCO-werelderfgoed “Heuvels, huizen en kelders van de Champagne”.

## Geschiedenis

### Kasteel van de familie Perrier-Jouët
Het kasteel werd gebouwd voor Charles Perrier, een koopman en zoon van Pierre-Nicolas Perrier-Jouët, die in 1811 het champagnehuis Perrier-Jouët oprichtte. In 1852 werd begonnen met het graven van de kelders onder het westpaviljoen en vervolgens onder het hoofdgebouw. Op het bovenste fronton van het dakraam staat het jaartal 1854 vermeld. Dit jaartal verwijst naar het einde van het metselwerk aan het gebouw. Het gebouw werd voltooid in 1857 en kostte ongeveer een miljoen Franse frank.
Het kasteel is gebouwd op een strategische locatie voor de handel: het ligt vlak bij de spoorlijn Parijs-Straatsburg en aan de Avenue de Champagne, een belangrijke handelsroute.

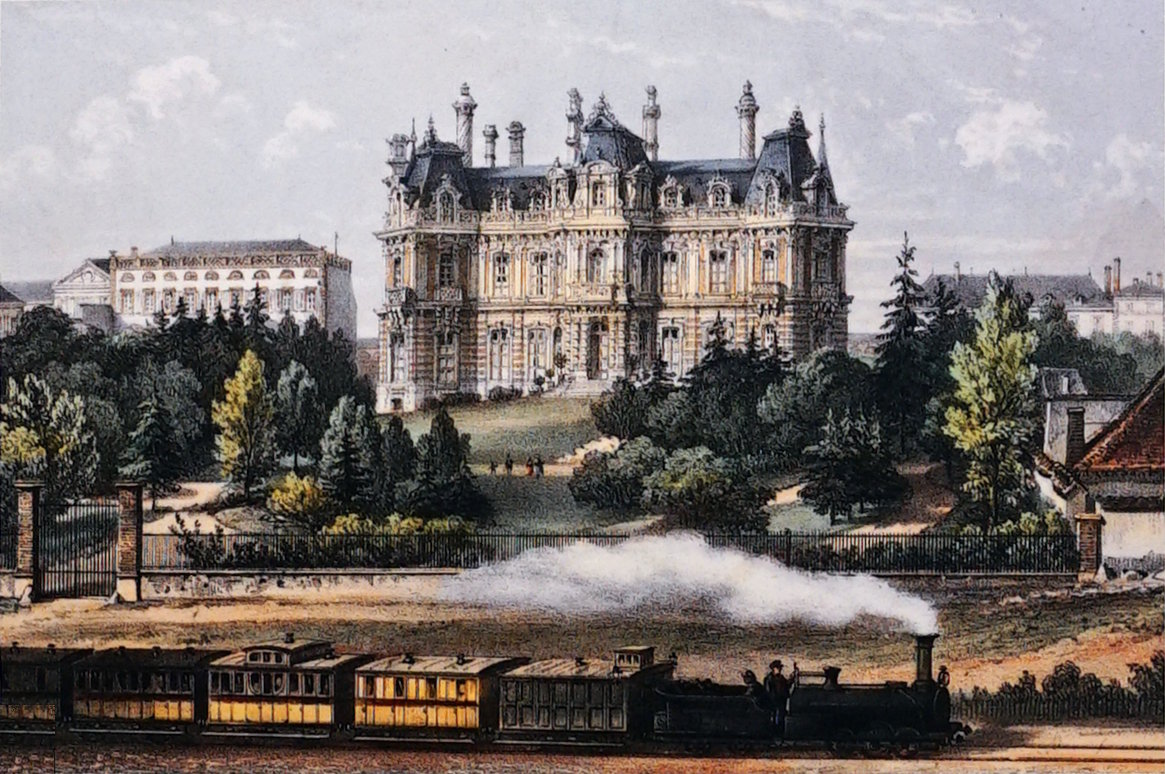
Uitzicht op de tuin in de XIX eeuw eeuw door Charles Fichot .
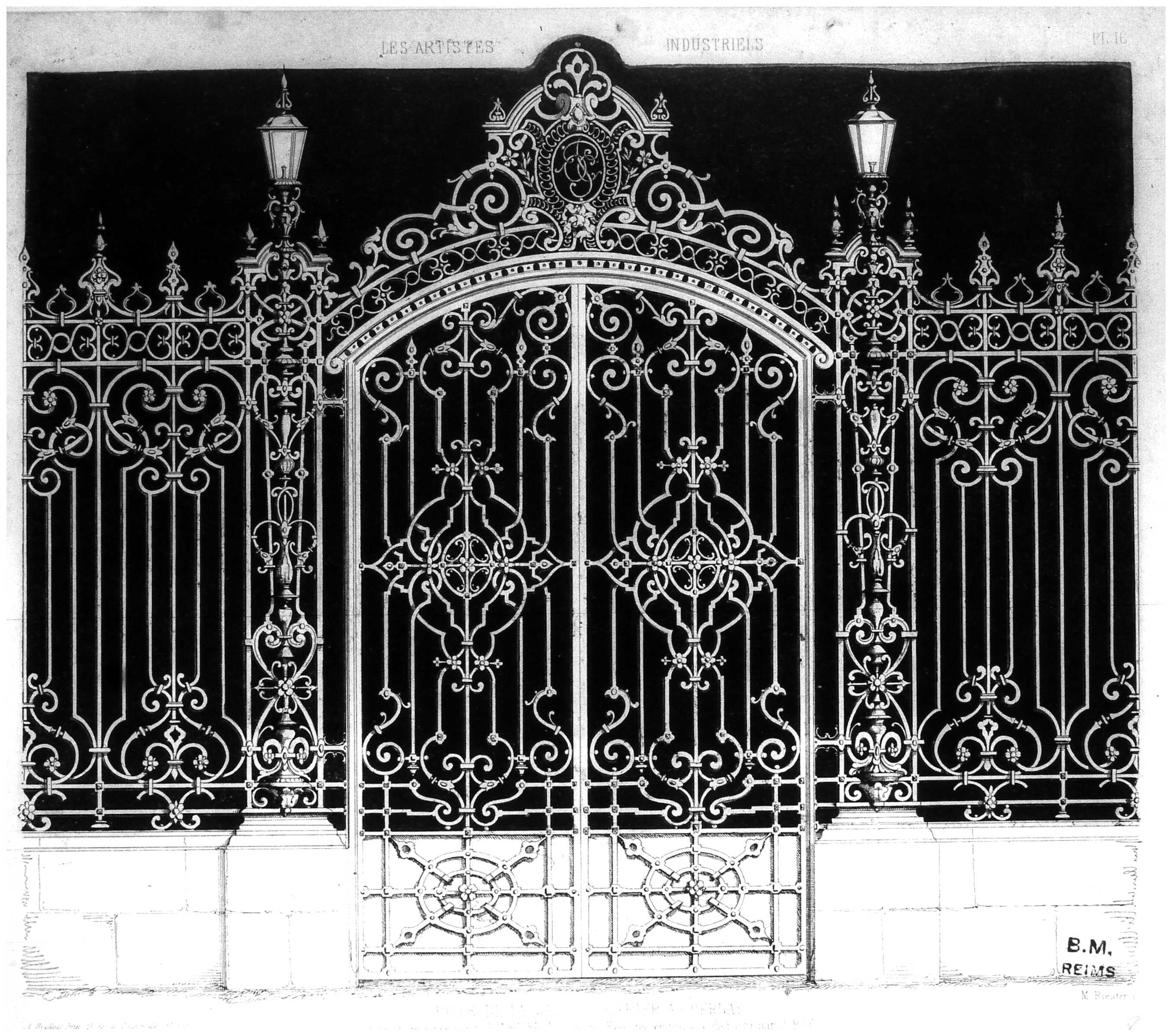
De toegangspoort
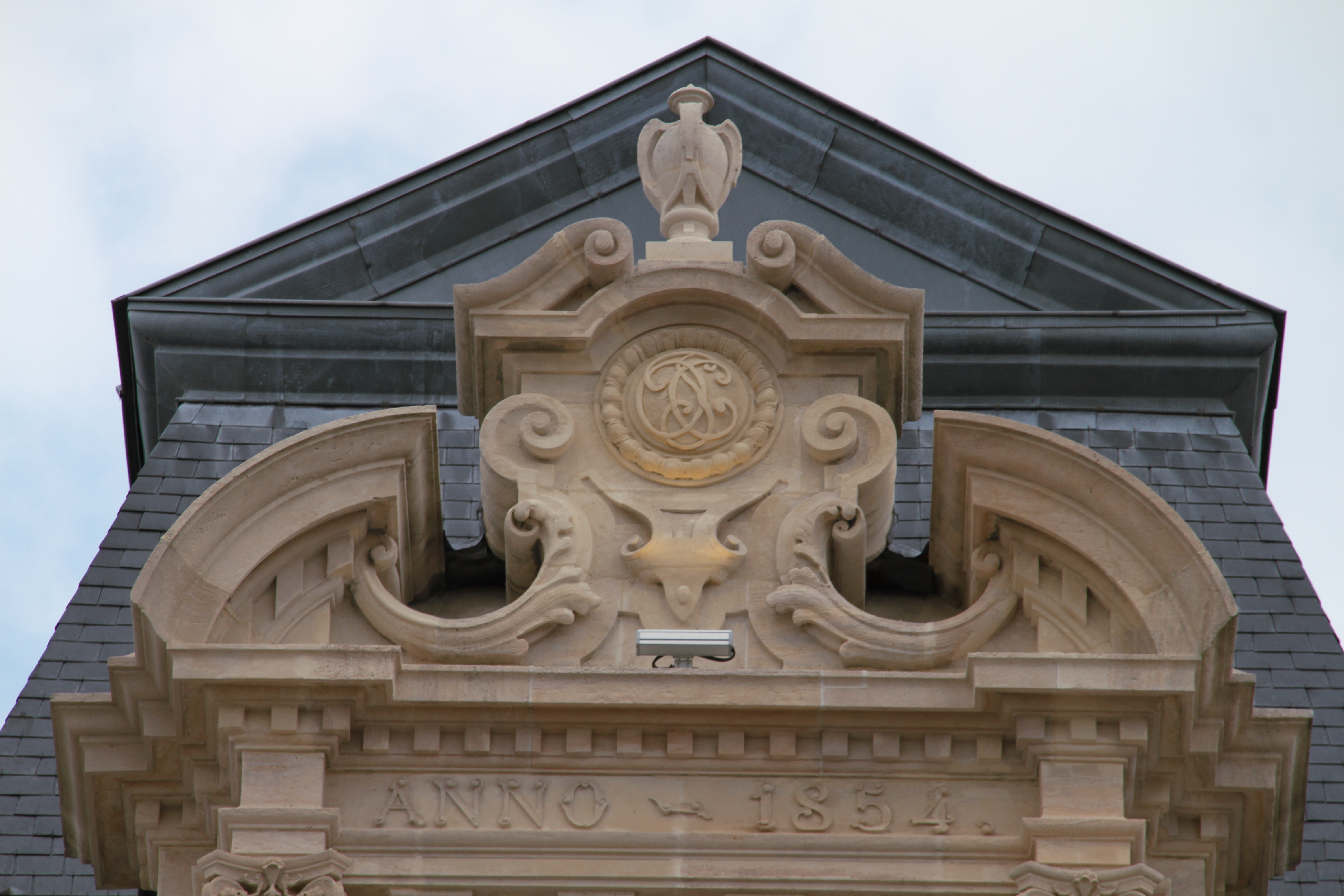
Fronton met inscriptie.
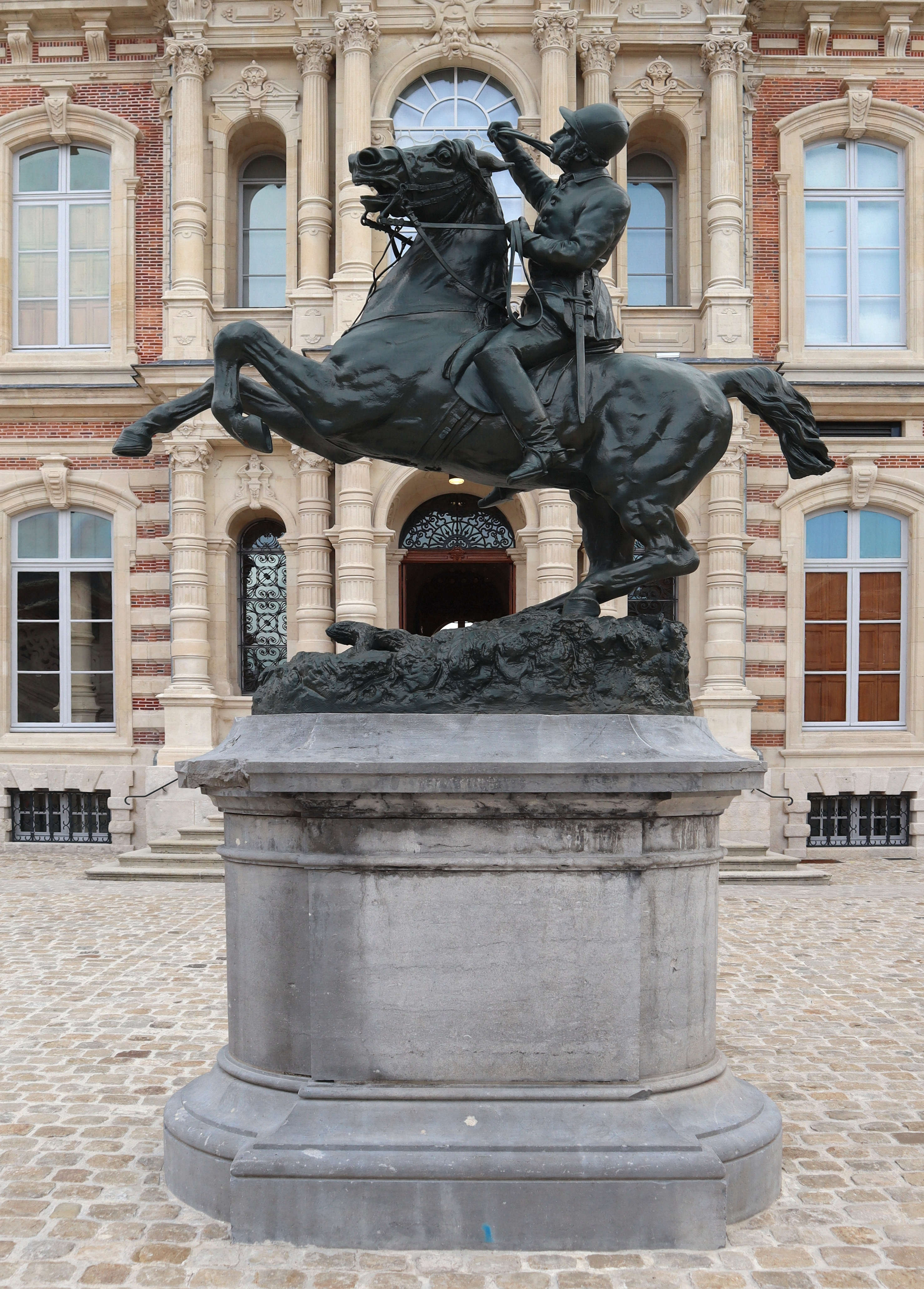
Ruiterstandbeeld voor het kasteel

### Kasteel Gallice
Toen Charles Perrier en zijn vrouw Octavie in 1878 overleden, erfde Henri Gallice, de neef van Octavie, het kasteel. Daardoor kreeg het de naam Kasteel Gallice (Frans: Château Gallice). Hij was gepassioneerd door paarden en de jacht, en aan hem danken we het gietijzeren ruiterstandbeeld genaamd "De Jager", gemaakt door de beeldhouwer Pierre Le Nordez.
Tijdens de Eerste Wereldoorlog deden de kelders van het kasteel dienst als militair hospitaal. Italiaanse inscripties die in het kasteel zijn gevonden, getuigen van deze bezetting. In 1917 gaf Henri Gallice het dagelijkse beheer van het huis op.
Tijdens de Tweede Wereldoorlog was het achtereenvolgens het hoofdkwartier van de Britse, Duitse en Amerikaanse legers. De Royal Air Force huurde het kasteel van 1939 tot 1940.

### Musea
In 1942 besloot de gemeenteraad van Épernay het kasteel aan te kopen om er het gemeentemuseum en de bibliotheek te vestigen. Op 16 september 1943 werd de handtekening gezet en kreeg het kasteel zijn oorspronkelijke naam terug: Kasteel Perrier. 
In 1950 besloot de stad het museum over te brengen naar Château Perrier. In 1960 kreeg Georges-Henri Rivière, oprichter van het Museum voor Volkskunst en -tradities, de opdracht om een museum voor wijnetnografie in Champagne te ontwerpen.
Op de begane grond bevond zich de bibliotheek, op het 1e verdieping het museum over de geschiedenis van champagne en werk op de velden en op de zolder bevond zich het museum over de prehistorie.
De bibliotheek werd in 1995 verplaatst en het museum werd in 1998 gesloten. De opening van het nieuwe museum, het Musée de la Vin de Champagne et de l'Archeologie Regionale, was gepland voor het najaar van 2020, maar vond vanwege de COVID-crisis pas plaats op 29 mei 2021.

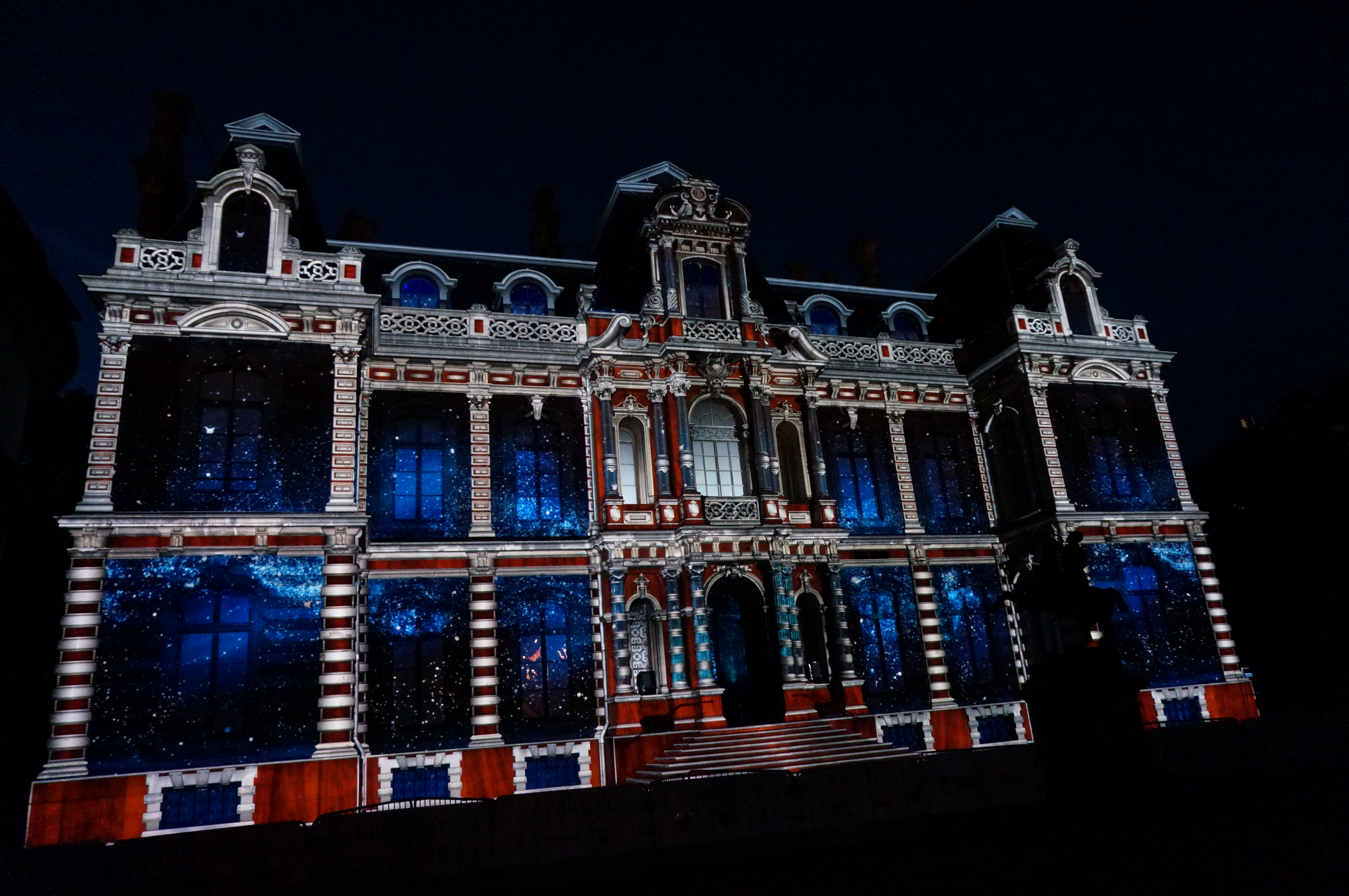
Tijdens een klank- en lichtshow.
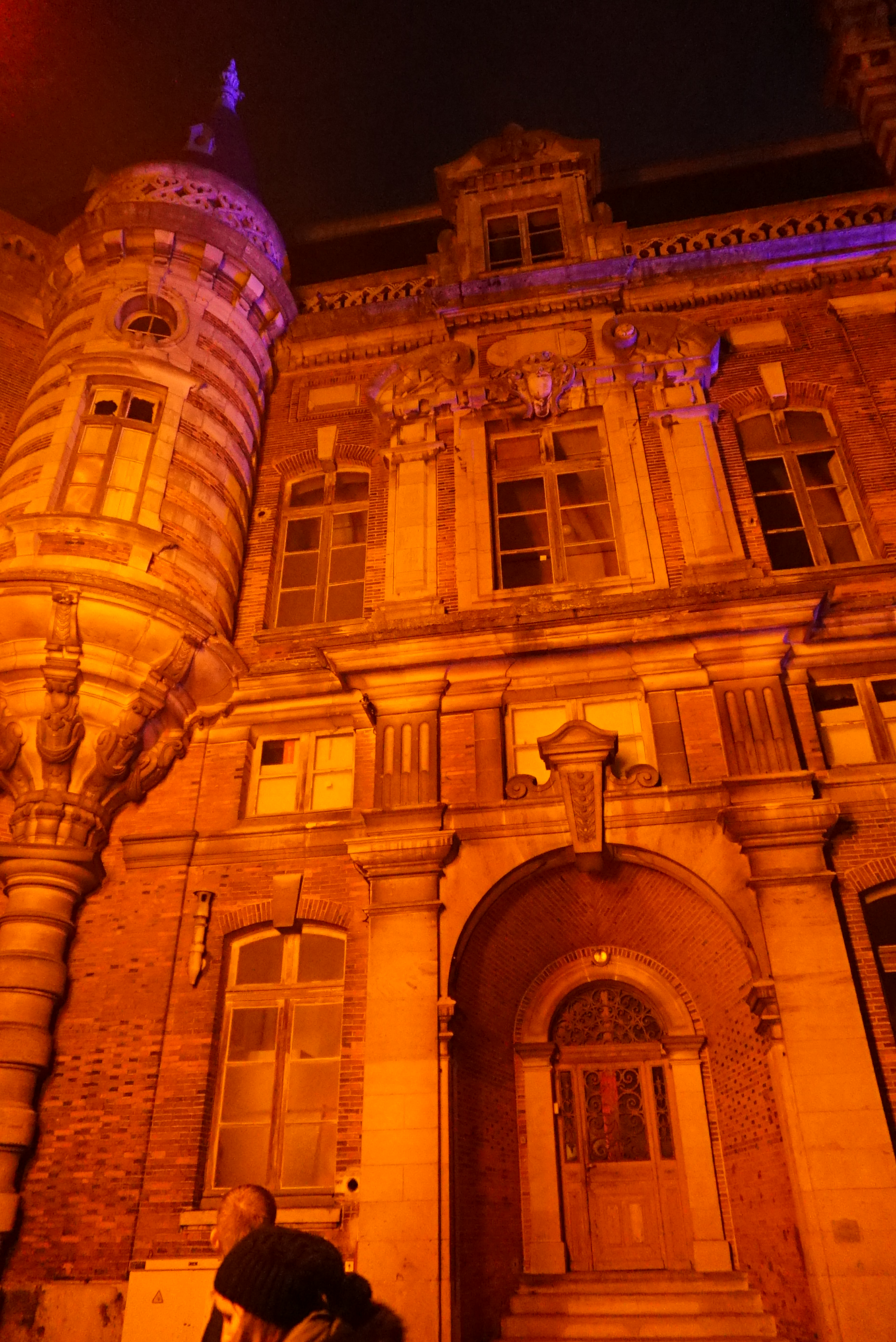
Zijdeur.
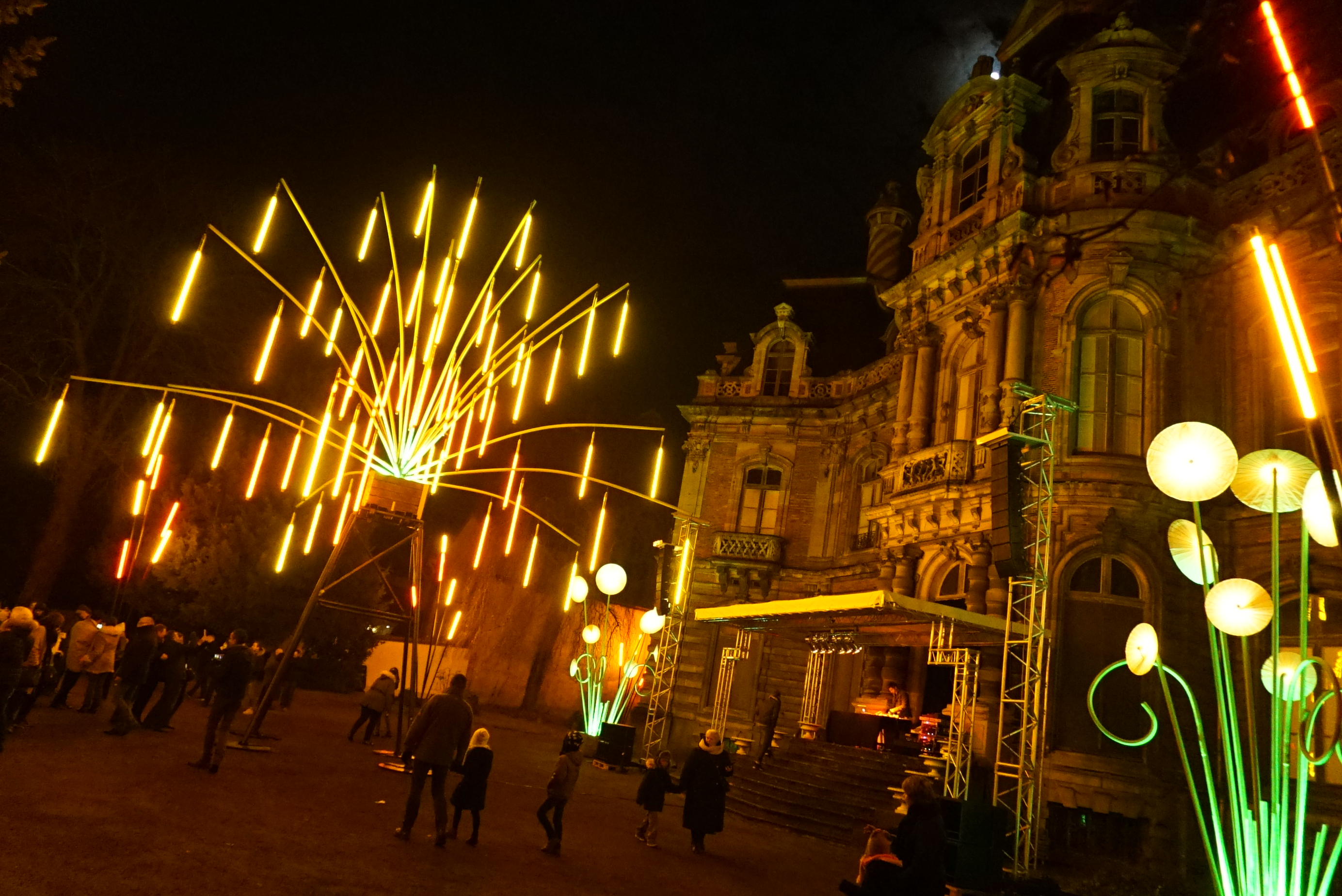
Tuinzijde (TILT-installatie uit 2016).

## Architectuur
Kasteel Perrier is een statige residentie tussen de binnenplaats en de tuin, bestaande uit een hoofdgebouw en twee bijgebouwen aan de straatkant. Het geheel volgt de klassieke formule van de Parijse herenhuizen uit de XVIIIe eeuw. Het geheel strekt zich uit over 57 meter langs de Avenue de Champagne en de toegang is een neo XVIII eeuwse poort. Onder de familie Perrier bevond zich in het oostelijke paviljoen eerst de stallen en later het museum. Via het westpaviljoen komt u in een grote ruimte die toegang biedt tot de trap die naar de kelders leidt. Het was in gebruik als woning voor de conciërge en als magazijn voor de reserves van het museum.

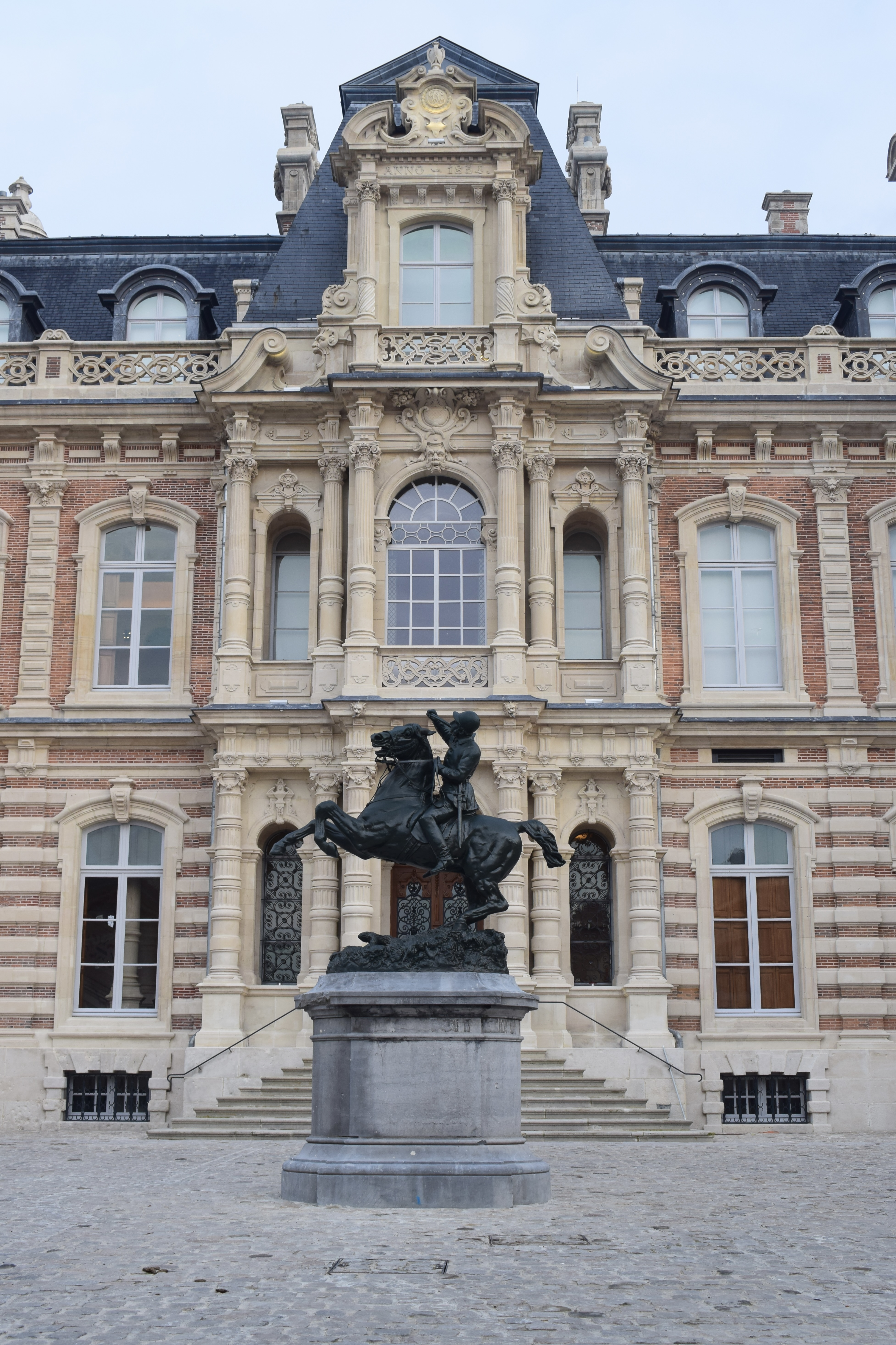
De jager op de binnenplaats
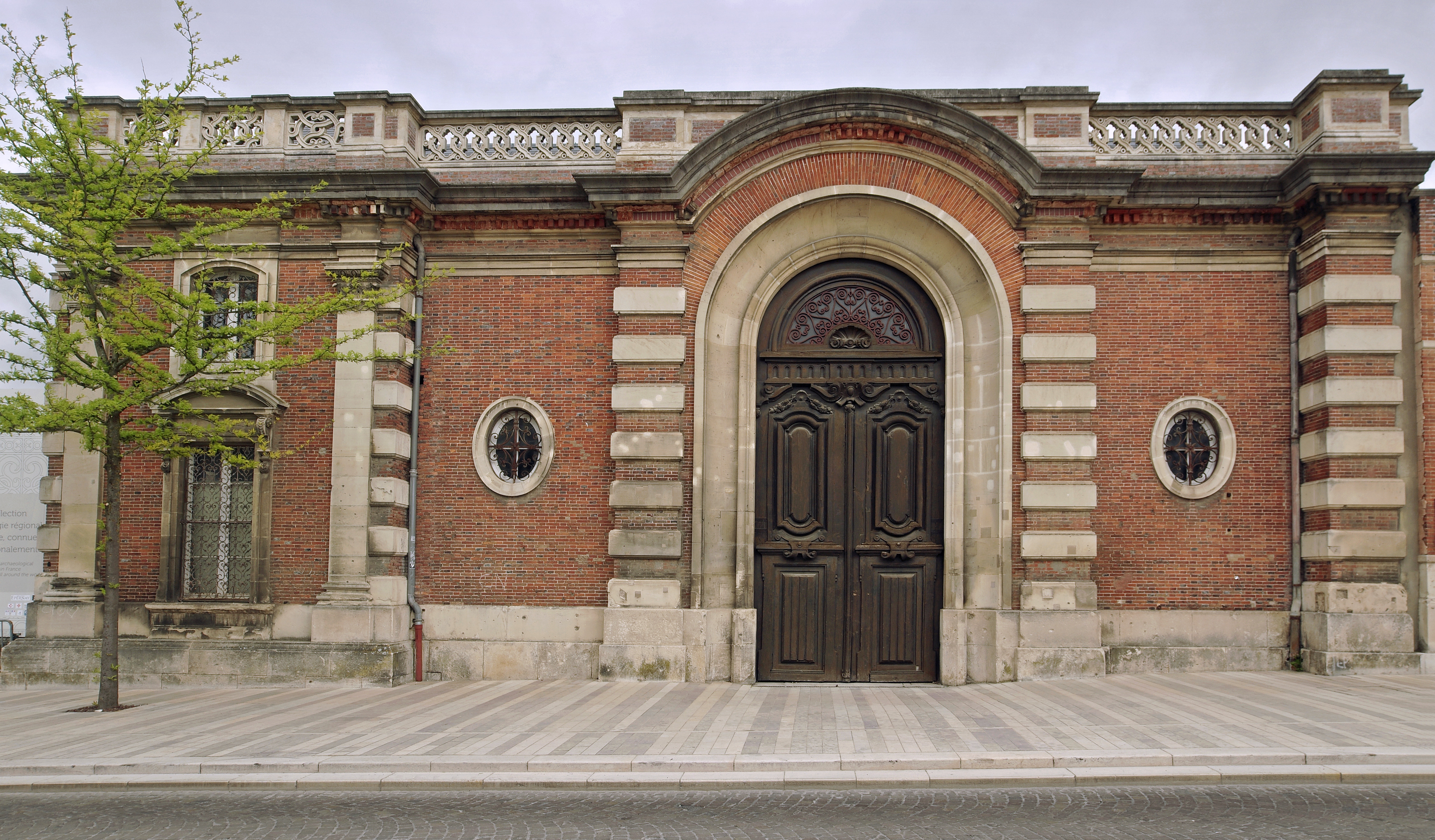
Oostelijk paviljoen
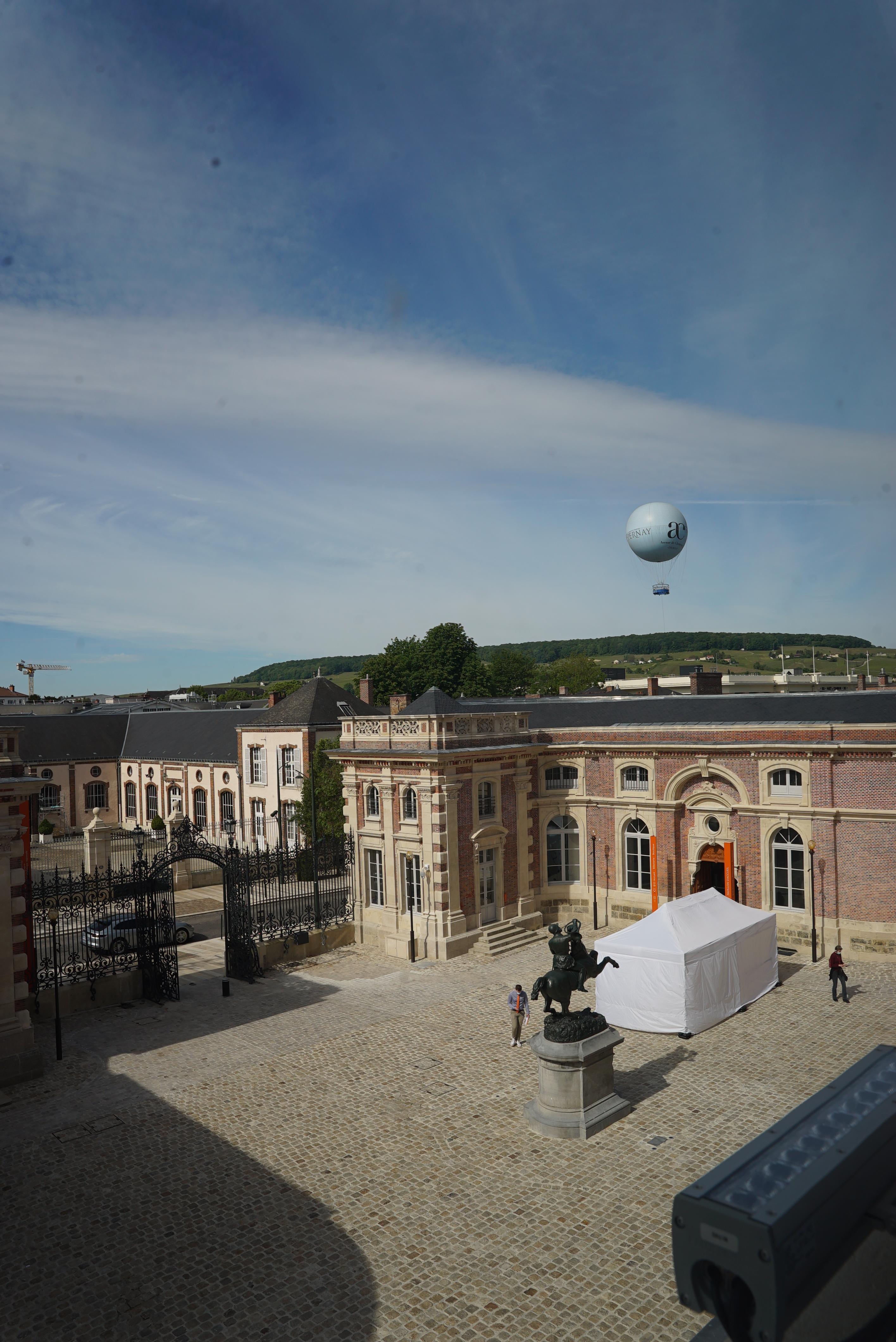
Westelijke binnenplaats en paviljoen

Kasteel Perrier is een spectaculair gebouw dat door zijn ligging en omvang een illustratie is van het sociale en professionele succes van een koopman. Het heeft 96 kamers en een oppervlakte van 4200 vierkante meter. Tegelijkertijd bouwden andere industriëlen ook luxueuze woningen als bewijs van hun succes: Veuve Clicquot liet het Château de Boursault bouwen, James Rotschild het Château de Ferrières.

### Stijl
Het kasteel is een voorbeeld van eclecticisme, een mix van verschillende bouwstijlen. Château Perrier is gebouwd in neo-Lodewijk XIII-stijl . De Lodewijk XIII-stijl is terug te zien in de polychromie van de gevels, de afwisseling van baksteen en witte steen en de aanwezigheid van hoge leien daken. Er zijn ook veel verwijzingen naar de Italiaanse Renaissance, met name in het gebruik van bossage en de overvloed aan gebeeldhouwde decoraties. Het is een van de eerste kastelen in deze stijl, die polychromie en beeldhouwkunst combineert.

Het bijzondere aan het kasteel is dat het vier voorgevels in verschillende stijlen heeft. Ondanks alles zien we een algehele eenheid dankzij de polychromie, het bossagewerk en de balustrade die op elke gevel terug te vinden zijn. De vloer is van baksteen. De pilasters en erkeromlijstingen zijn gemaakt van gehouwen steen. Twee grote cilindervormige schoorstenen, die in een spiraalvorm baksteen en natuursteen combineren, steken uit het leien dak. De gemeenschappelijke ruimten in twee gebouwen zijn eveneens samengesteld uit bakstenen en een basis, kolommen en erkerframes van kalksteen.

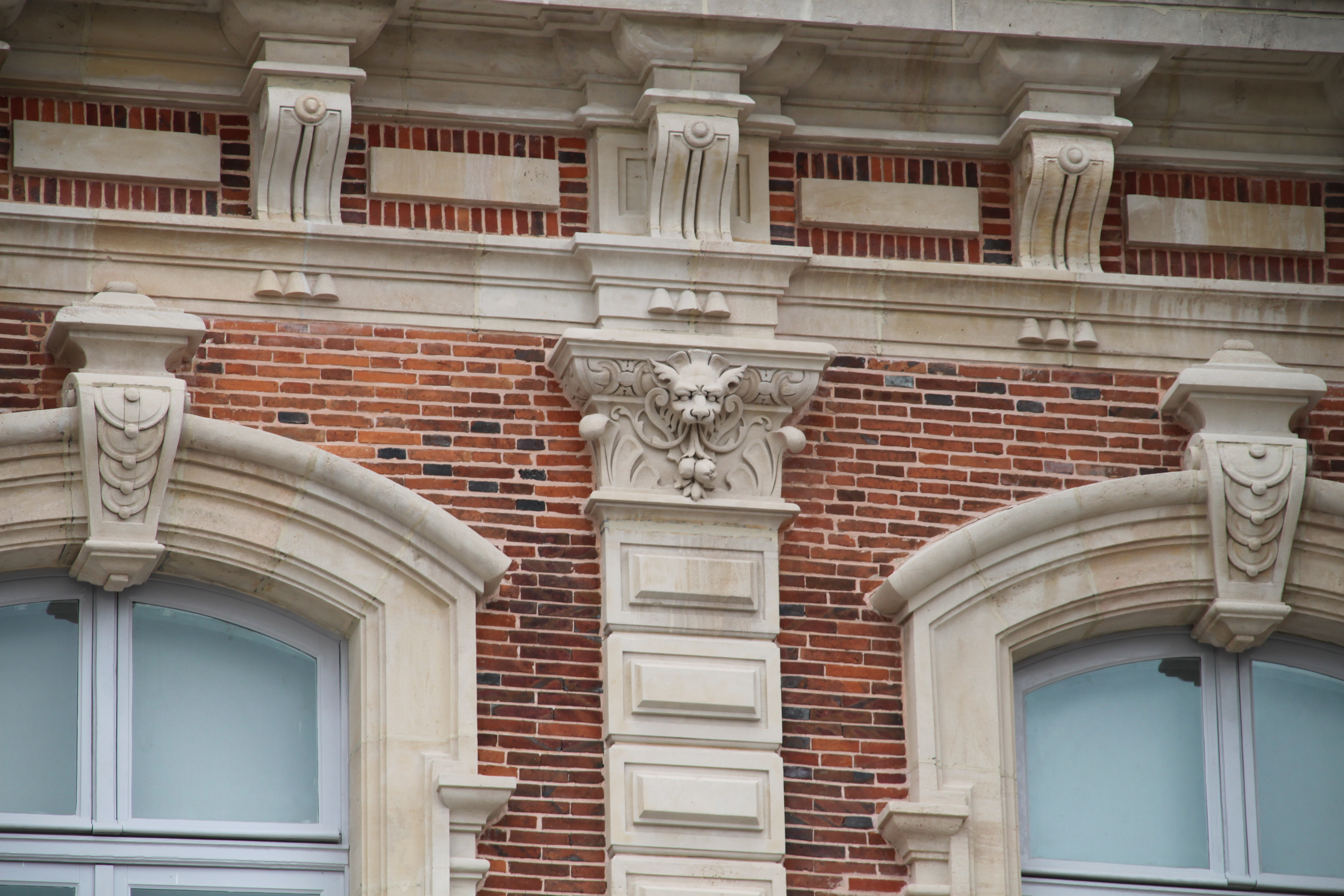
Voorgevel.
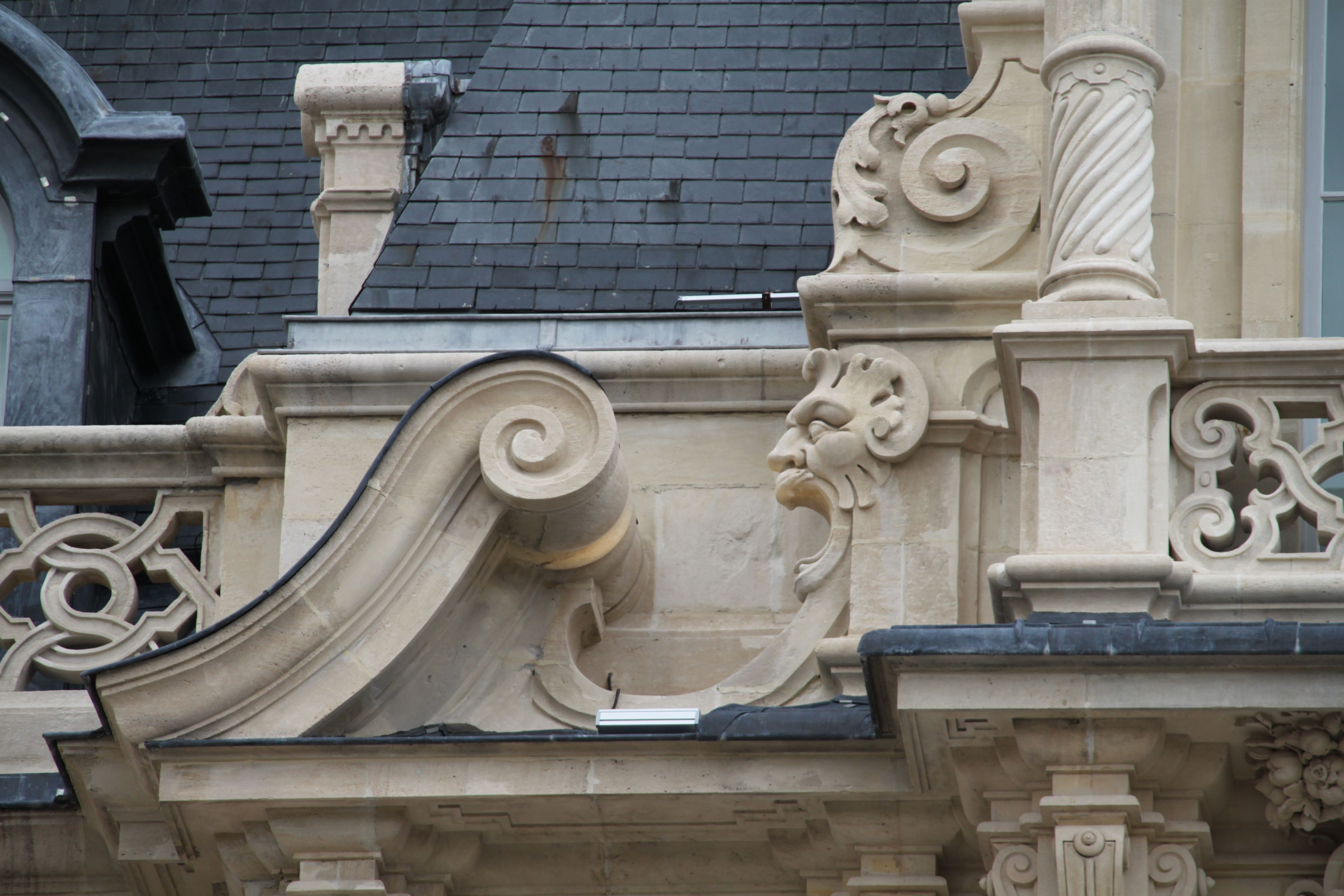
Detail voorgevel.
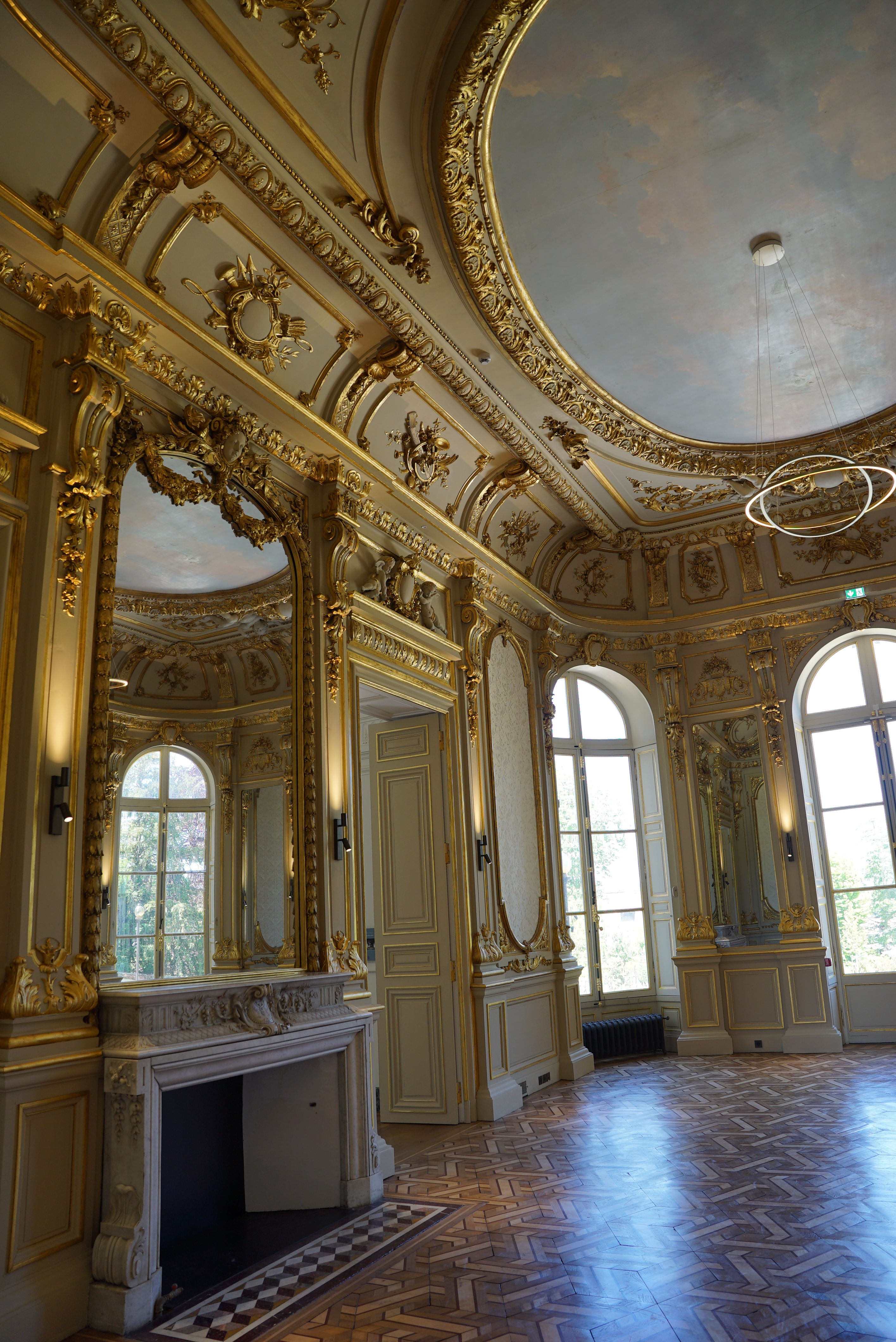
Open haard in de grote woonkamer op de begane grond.
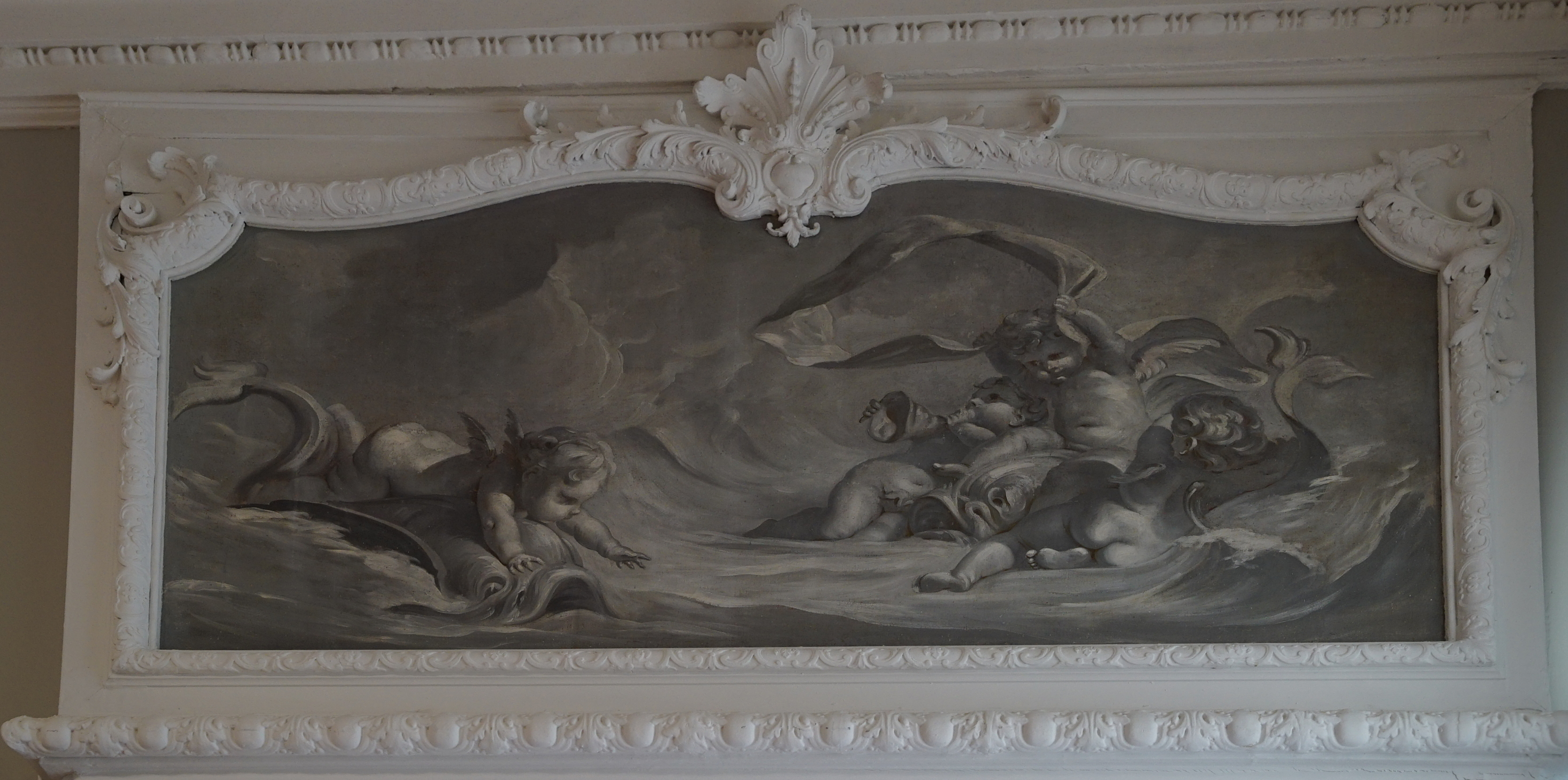
Detail van de gastenkamer op de 1e verdieping.

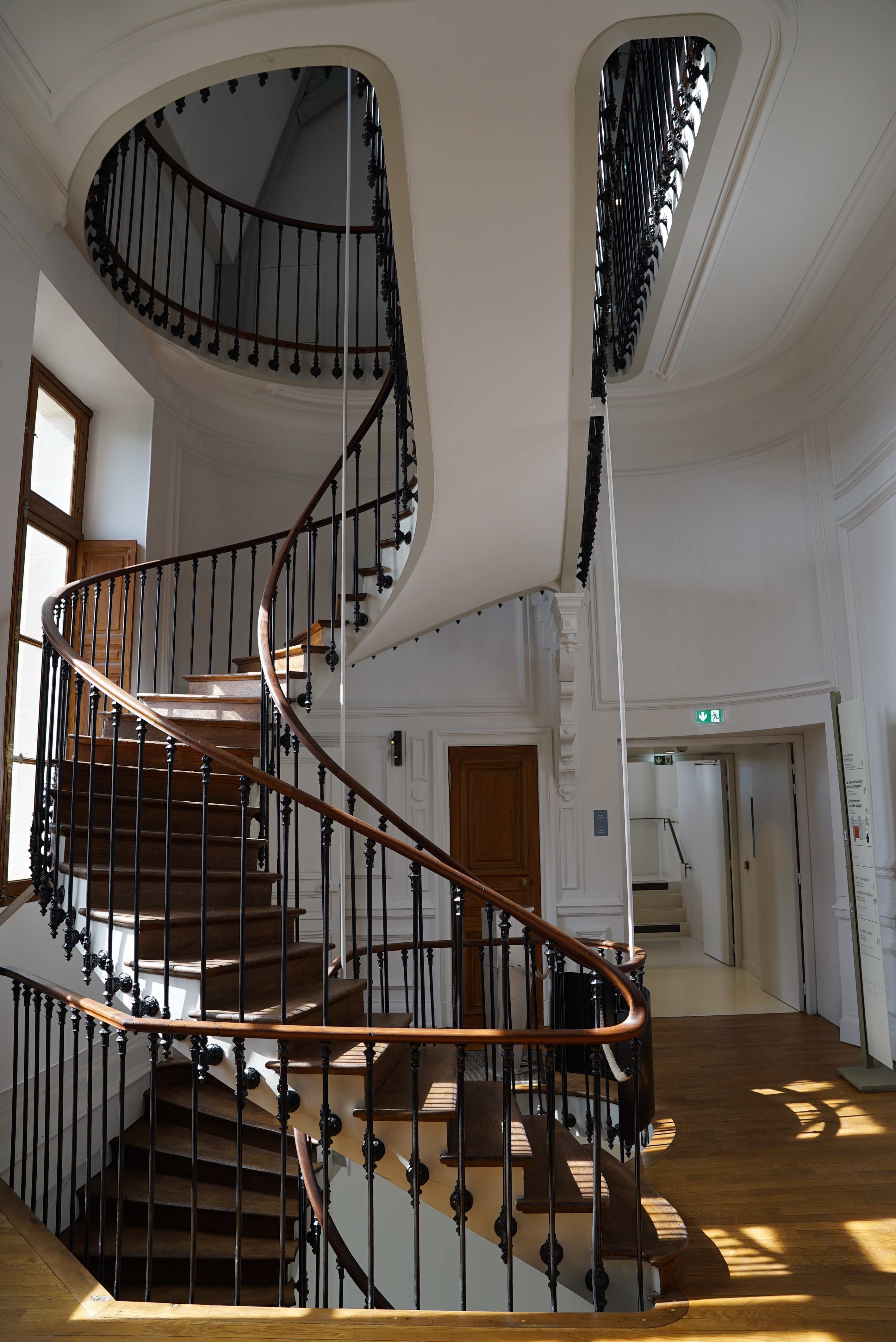
De zwevende trap.

### Interieur
Tijdens het leven van de Perriers bevonden zich op de begane grond de ontvangstruimtes, de bovenverdieping was gereserveerd voor het privéleven, het personeel woonde op de mezzanine en de zolder was leeg.
Uit de archieven blijkt dat Michel-Victor Cruchet (1815-1899), een ornamenteel beeldhouwer, verantwoordelijk was voor “de dressing". Vanuit het interieur van het kasteel werden in 1856 in twintig reizen de ornamenten van het kasteel naar zijn Parijse werkplaats gestuurd, in totaal 5 614 aan sculpturen.
Vanuit de entreehal zijn er talrijke verwijzingen naar de oudheid en de renaissance: kopieën van beelden, waaronder de kopie van Artemis van Gabii, mozaïek met gekleurde plantenrollen op een witte achtergrond, pilasters en rollen.
Deze hal geeft toegang tot de grote woonkamer. Het is een ruimte om vrienden en cliënten te ontvangen. Het wordt verlicht door drie grote gebogen ramen die uitzicht bieden op de tuin en de Montagne de Reims. De vloer is een marqueterievloer van vier soorten hout. De inrichting van het Grote Salon weerspiegelt de smaak van de XVIIe en het begin van de XVIIIe eeuw. eeuw die we terugvinden in koninklijke residenties zoals Versailles of Fontainebleau. Aristocratische stadswoningen verwijzen naar het verleden, maar met behoefte aan comfort: verwarming en lift. De Charles Perrier-lift werd in 1877 geïnstalleerd en was een van de eerste particuliere liften in Frankrijk.

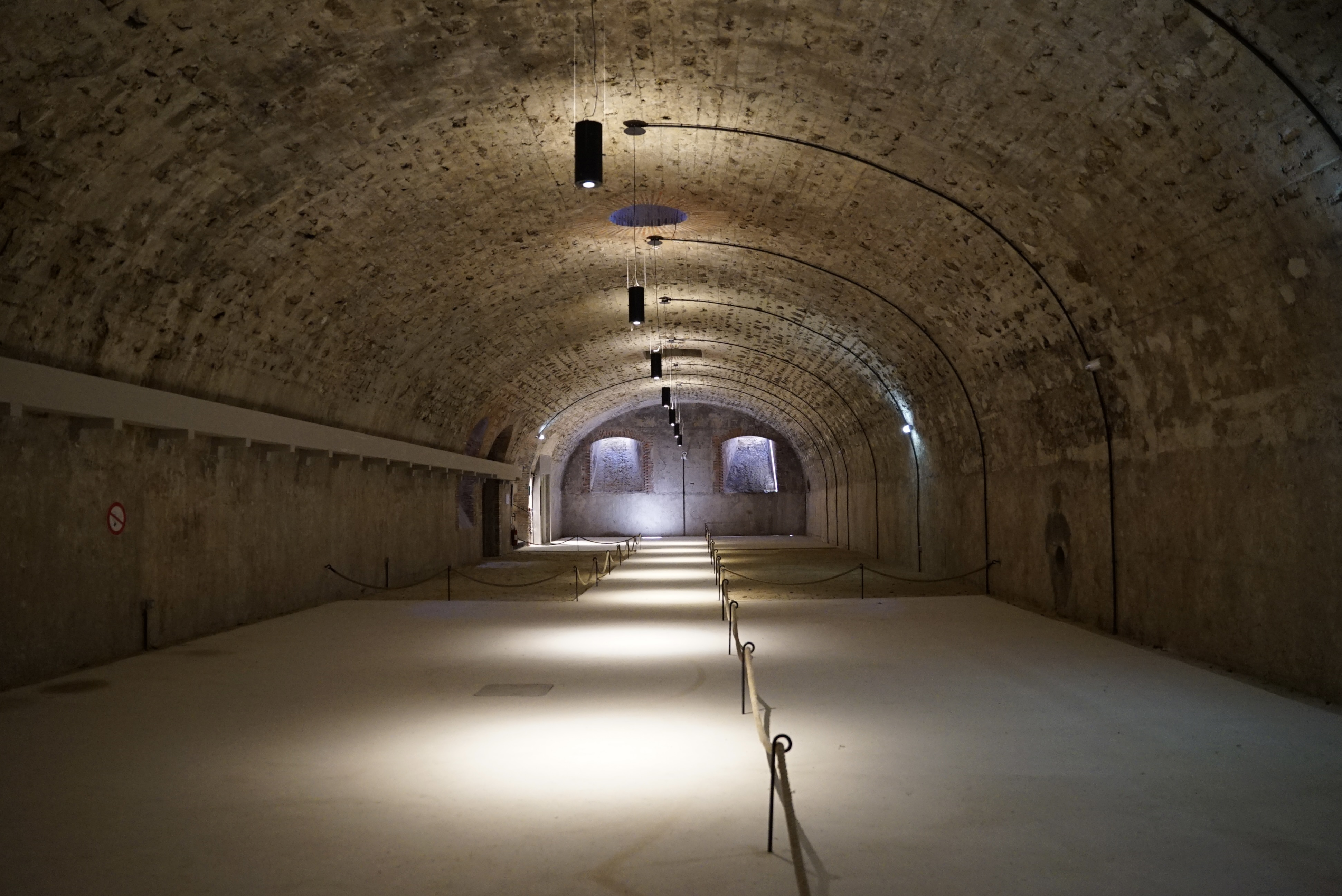
De kelder.

### Kelder
Kasteel Perrier was in de XIXe eeuw een plaats voor de productie en opslag van champagne. Het bezit daardoor ondergrongse kelders. 

## Tuin
Toen het kasteel werd gebouwd, strekte de tuin zich uit tot aan de spoorlijn. Op die datum waren we in de tuin: een rozentuin, serres waaronder twee warme serres, een gematigde serre en een koude serre, een oranjerie, een rots en een rotsgrot, een kiosk en een kunstmatige beek. In de serres werden veel exotische planten gekweekt: 28 soorten ananas, 271 soorten tropische orchideeën, 52 soorten palmbomen, camelia's, koffiebomen en kokospalmen.

De tuin heeft meerdere prijzen gewonnen. In 1848 werd aan de tuinman van het kasteel een aanmoedigingsmedaille toegekend door de Vereniging voor Landbouw, Handel, Wetenschappen en Kunsten van het departement Marne. In 1851 werd Charles Perrier een gouden medaille toegekend en zijn tuinman een zilveren medaille door de Society of Agriculture, Commerce, Sciences and Arts of the Marne. Momenteel is de oppervlakte 7 500 m2.

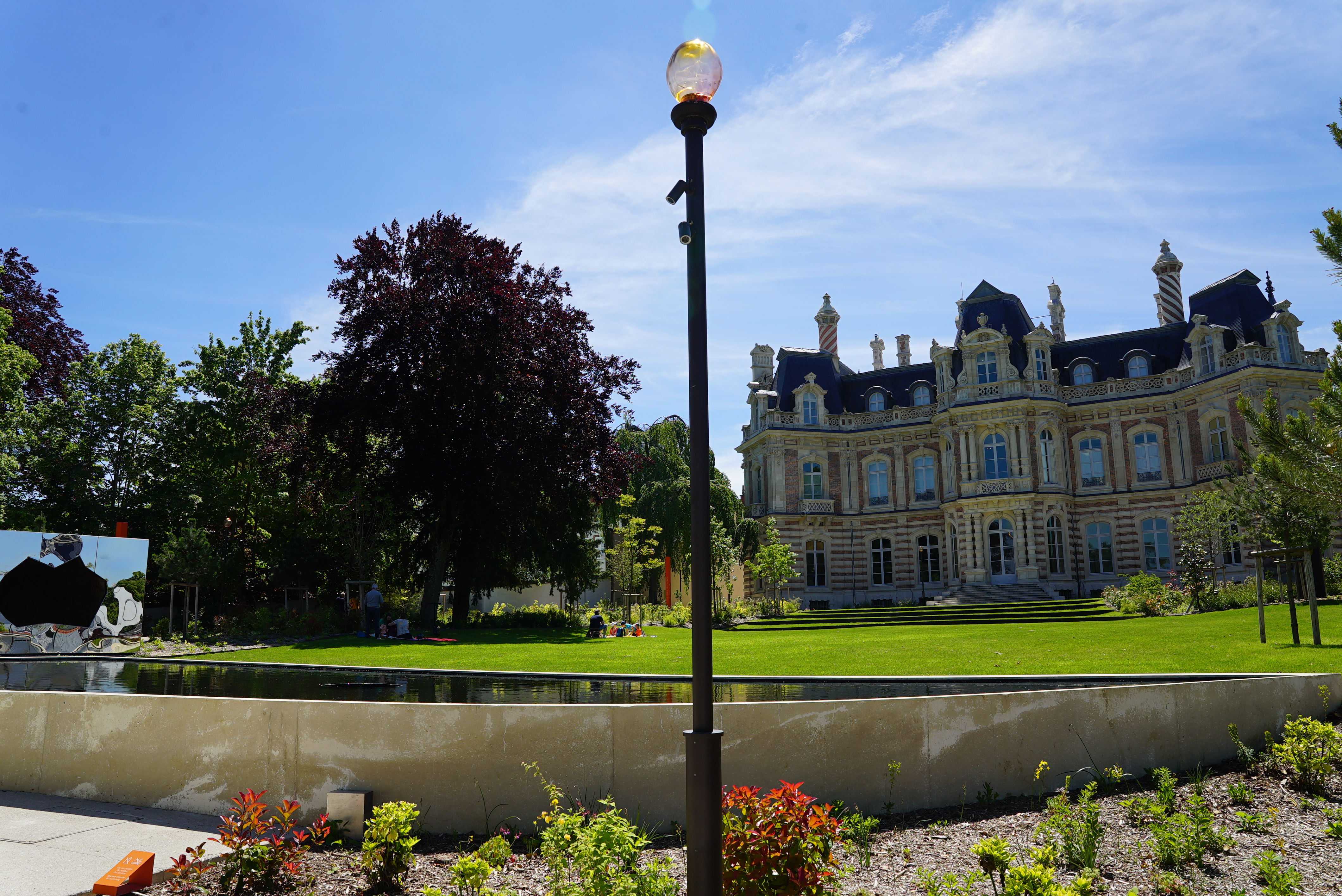
In 2021.
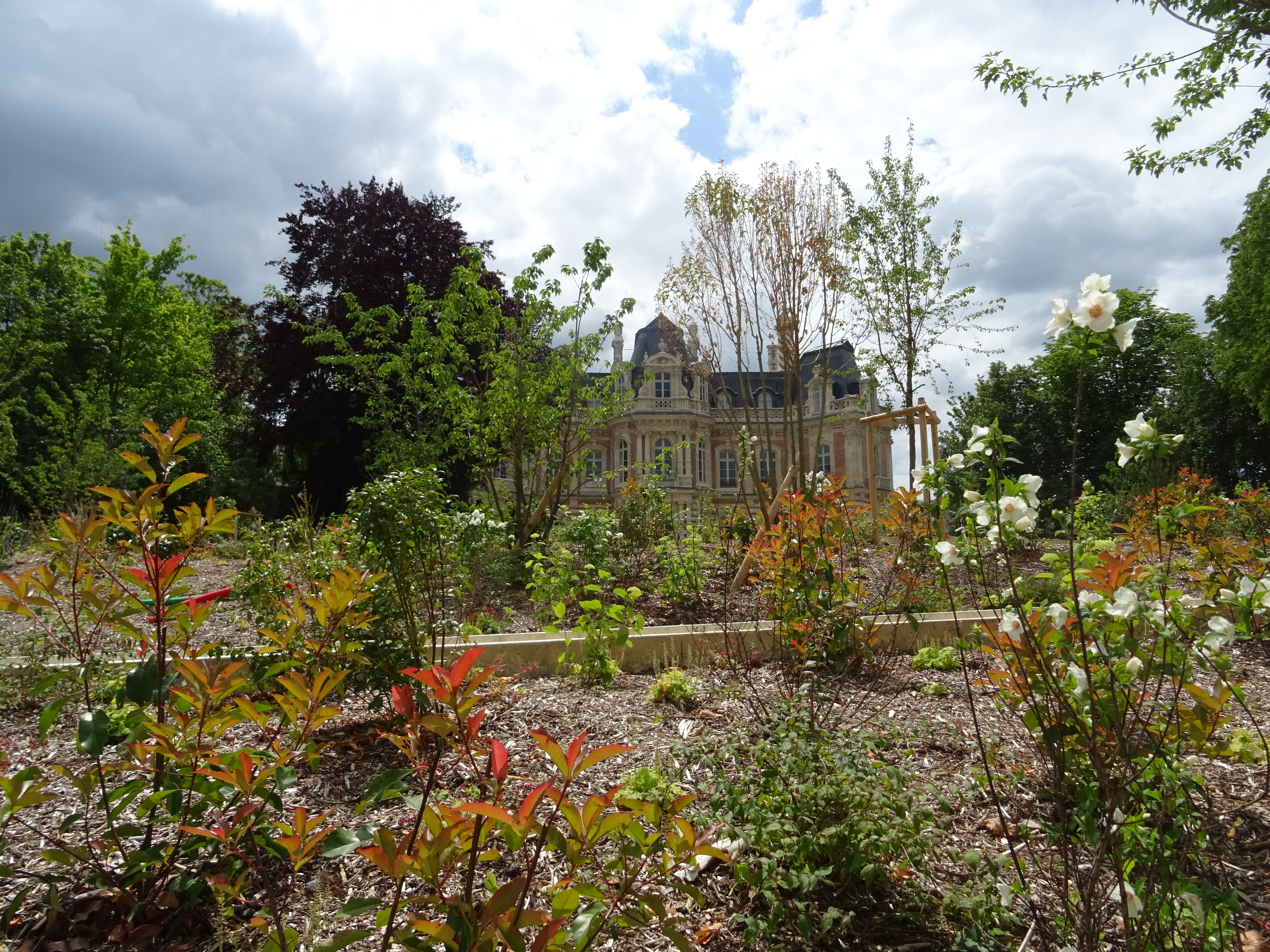
In 2020.
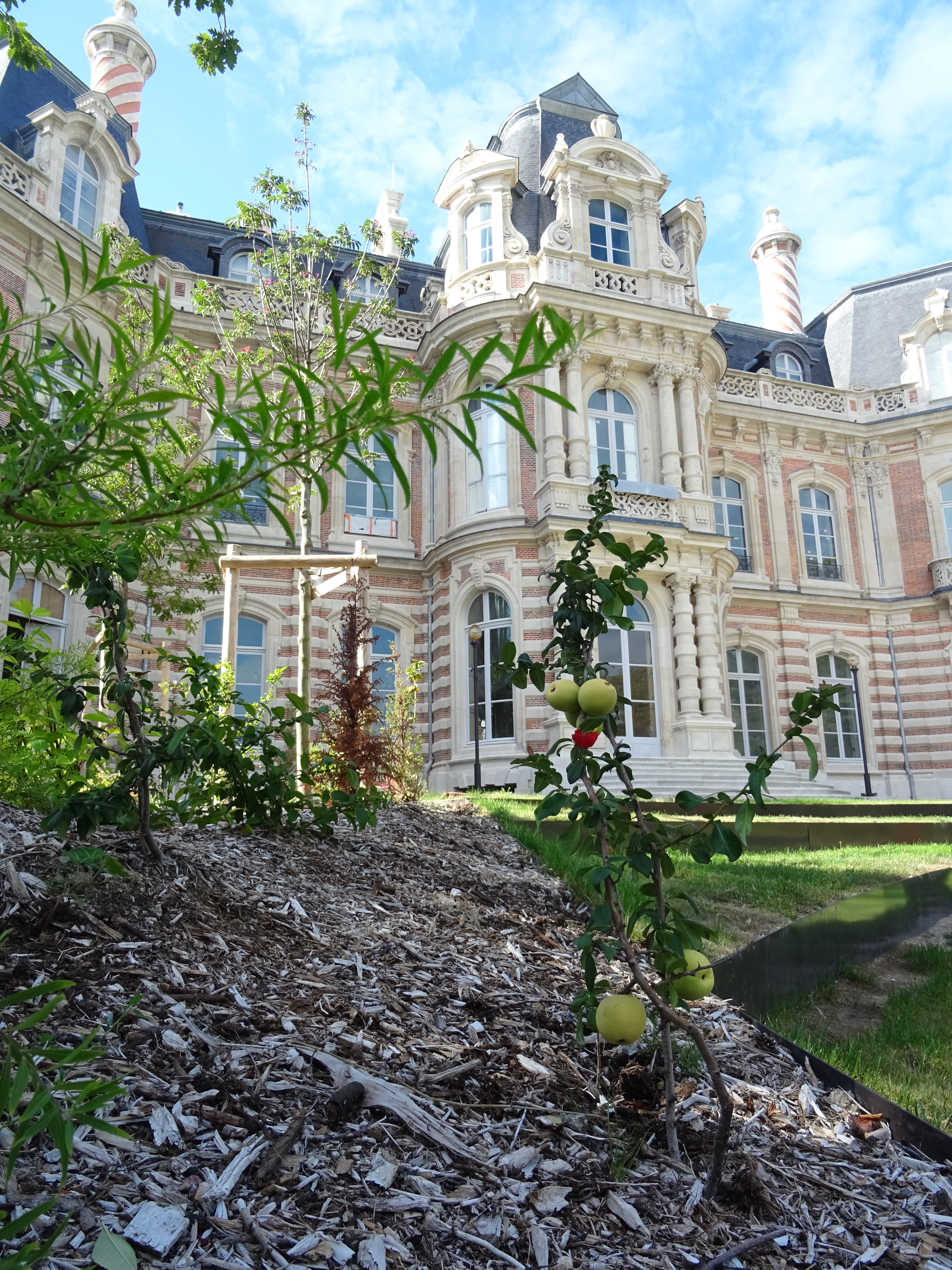
Tuin
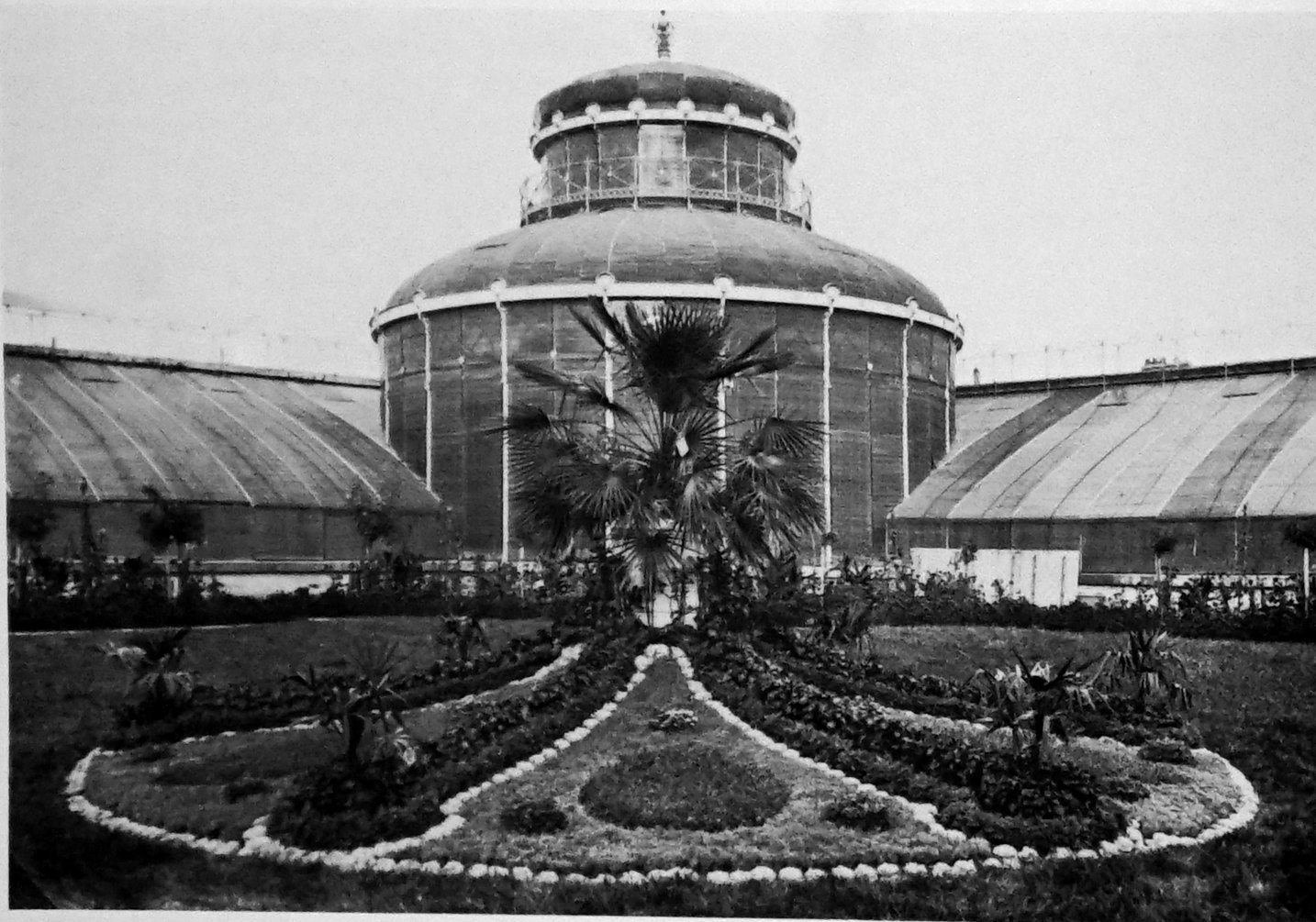
Verdwenen serres.